# Integralkurve
Eine Integralkurve bezeichnet in der Mathematik im Bereich der Differentialtopologie eine auf einer differenzierbaren Mannigfaltigkeit definierte Kurve, die in enger Beziehung zu einem gegebenen glatten Vektorfeld auf dieser Mannigfaltigkeit steht. So stellen beispielsweise elektrische Feldlinien Integralkurven des zugehörigen elektrischen Vektorfeldes dar. Anschaulich bewegt sich ein kleiner Styroporball im Idealfall auf Integralkurven des Vektorfeldes, das etwa von der Strömung eines Flusses vorgegeben wird.

## Definition

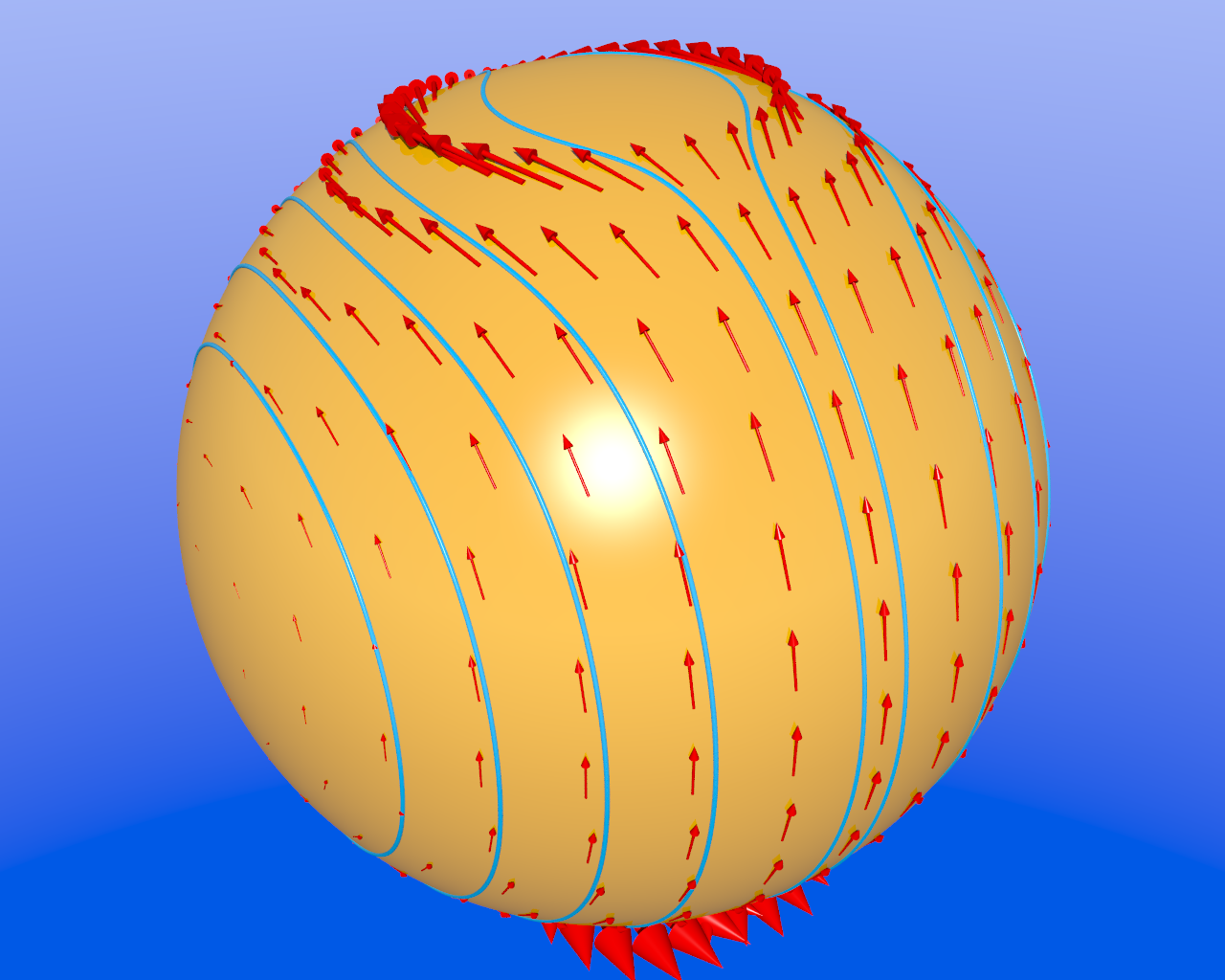
Integralkurven eines Vektorfeldes auf der zweidimensionalen Einheitssphäre

Sei {\displaystyle X} ein glattes Vektorfeld auf einer Mannigfaltigkeit {\displaystyle M} der Dimension {\displaystyle n} und {\displaystyle p\in M} ein beliebiger Punkt. Dann heißt eine glatte Kurve {\displaystyle \gamma \colon I\to M} auf einem offenen Intervall {\displaystyle I\subset \mathbb {R} } mit {\displaystyle t_{0}\in I} Integralkurve von {\displaystyle X} durch {\displaystyle p}, wenn
{\displaystyle \gamma (t_{0})=p;}
{\displaystyle \gamma '(t)=X(\gamma (t))\quad \forall t\in I.}
Oder mit anderen Worten: Der Tangentialvektor von {\displaystyle \gamma } ist an jeder Stelle identisch mit dem durch {\displaystyle X} gegebenen Vektor an dieser Stelle.

## Existenz
In lokalen Koordinaten reduziert sich das Problem auf ein System gewöhnlicher Differentialgleichungen:
{\displaystyle (\gamma ^{i})'(t)=X^{i}(\gamma ^{1}(t),...,\gamma ^{n}(t))}
wobei {\displaystyle i=1,...,n} und die {\displaystyle X^{i}} glatte Funktionen auf {\displaystyle M} sind. Zusammen mit der Randbedingung {\displaystyle \gamma (t_{0})=p} handelt es sich also um ein klassisches Anfangswertproblem und der Satz von Picard-Lindelöf garantiert somit eine eindeutige Lösung in einer Umgebung von {\displaystyle t_{0}}. Da man Lösungen von Differentialgleichungen auch oft 'Integrale' nennt, liegt hier der Begriff 'Integralkurve' nahe.

## Lokaler Fluss
Zu jedem glatten Vektorfeld {\displaystyle X\colon M\to TM} gibt es einen eindeutig bestimmten maximalen lokalen Fluss
{\displaystyle \varphi \colon A\to M,\quad (t,p)\mapsto \gamma _{p}(t)}
mit dem Definitionsbereich
{\displaystyle A=\bigcup \nolimits _{p\in M}I_{p}\times \{p\}\subseteq \mathbb {R} \times M}.
Dabei ist {\displaystyle \gamma _{p}\colon I_{p}\to M} die eindeutig bestimmte maximale Integralkurve mit {\displaystyle \gamma _{p}(0)=p} und {\displaystyle \gamma _{p}'(t)=X(\gamma _{p}(t))} für alle {\displaystyle t\in I_{p}}.
Ist die Mannigfaltigkeit {\displaystyle M} kompakt, dann ist der Fluss global, das heißt, es gilt {\displaystyle I_{p}=\mathbb {R} } für alle {\displaystyle p\in M} und {\displaystyle A=\mathbb {R} \times M}.